# 田中佑季明
田中 佑季明（たなか ゆきあき、本名　行明、1947年　-　）は、作家・詩人・エッセイスト・写真家・プロデューサー・舞台監督。

## 来歴
東京都世田谷区に生まれ、新宿区に43年在住。現在、福島県いわき市在住。
日本文藝家協会会員・日本ペンクラブ会員・日本現代詩人会会員・日本詩人クラブ会員・日本出版美術家連盟賛助会員・いわきアート集団所属。東経大「葵俳壇」会員。福島県現代詩人会員。
東京経済大学経済学部経済学科卒業、明治大学教職課程修了。記者・教員を経て三菱マテリアル（株）30年勤務。

## 著書
- 写真集『MIRAGE』太陽出版　１９９３・６・１５　田中佐知（保子）と共著。
- 写真随筆詩集『三社祭＆Mの肖像』東京図書出版　２０１５・９・１６　田中佐知（保子）と共著
- 『ある家族の航跡』武蔵野書院　２０１３・７・６　田中行明　編
- 『邂逅の回廊』武蔵野書院　２０１４・１・２０　田中志津と共著
- 『団塊の言魂』すずさわ書店　２０１６・６・３０
- 詩集『田中佐知・花物語』２０１６・６・３０　田中佑季明　編
- 小説『ネバーギブアップ―青春の扉はかく開かれる』愛育社２０１６・７・３０
- 『歩きだす言の葉たち』愛育出版　２０１７・１・２０　田中志津と共著
- 『愛と鼓動』愛育出版　２０１７・１１・１０　田中志津と共著
- 詩歌集『うたものがたり』土曜美術社出版販売　２０１９・４・２０
- 『親子つれづれの旅』土曜美術社出版販売　２０１９・１０・１０
- 詩集『風紋』土曜美術社出版販売　２０１９・１１・２０
- 詩と散文『寒暖流』土曜美術社出版販売　２０２０・７・６
- 詩集『聖・性典』SALLY文庫　２０２１・２・２０
- 散文『風に吹かれて』牧歌舎　２０２１・３・２５
- 随筆集『生きる』土曜美術社出版販売　２０２１・１２・１６
- 詩集『華化粧』ふらんす堂　２０２２・２・１４
- 詩集『瑠璃色の世界へ』土曜美術社出版販売　２０２３・４・２８
- 詩集　田中佑季明詩集　新・日本現代詩文庫　１６９　２０２４・９・１
- 句歌集『四季　絆』ふらんす堂　２０２４・１１・２７

## 主な催事
東京：三菱フォットギャラリー・三越・デザインフェスタギャラリー原宿で個展
　　　　　安田生命ホール（新宿）舞台監督。
　　　　　新宿歴史博物館　田中佐知生誕65年追悼展　朗読会企画
　　　　　オノマトペ　コレクション展　朗読会企画　銀座グループ展
　　　　　「美術の祭典　東京展」東京都美術館
　　　　　日本詩人クラブ主催　今井館聖書講堂で自作詩朗読
　　所沢：所沢図書館家族展　新所沢コミュニティセンター　朗読会
　　大阪：ギャレ・カサレス　写真展
　　いわき市：NHK・草野心平記念文学館・ギャラリーI（アイ）・平サロン・創芸工房・ラトブ・いわき市勿来関文学歴史館
　　いわき市文化センター・いわき市暮らしの伝承郷
　　パリ：エスパス・ジャポン「親子三人展」志津・佐知・佑季明　講演・朗読・写真・絵
　　中国：山東省・山東大学　国際シンポジウム「多文化研究と学際教育」講演
　　いわき市大國魂神社　「母子文学碑　」田中志津・佐知・佑季明　歌碑と詩碑　建立

## その他
NHK・ニッポン・ＦＭいわき出演　　椿山荘講演　
　　月刊誌　　随筆6か月執筆
　　朝日・讀賣・毎日・産経・新潟日報・福島民報・福島民友・FLASH・日本カメラ・東京中日新聞・アサヒ芸能等に掲載。

## 家族
母・田中志津　1917年生まれ。107歳。小千谷市出身　作家・歌人　
日本文藝家協会会員、　文学碑　「佐渡金山顕彰碑」　小千谷市・船岡公園　「田中志津生誕の碑」　
いわき市　大國魂神社　「歌碑」建立
著書・代表作『佐渡金山』角川書店『信濃川』・『冬吠え』・光風社書店
『雲の彼方に』角川学芸出版　『この命を書き留めん』短歌研究社
『親子つれづれの旅』土曜美術社出版販売
全集『田中志津全作品集』上・中・下巻　随筆集『年輪』武蔵野書院　
『百四歳・命のしずく』牧歌舎　2021.2.22
『百六歳 命の言魂』土曜美術社出版販売　２０２３・７・６
その他　朝日・讀賣・日経・毎日・産経・東京・共同通信・新潟日報・福島民報・福島民友・いわき民報・埼玉・京都・週刊読売・週刊現代・週刊サンケイ・ＮＨＫ・新潟総合テレビ・ＦＭ放送・ＮＨＫ新潟放送局・ＮＨＫ福島放送局・ＢＳＮ新潟放送他

姉・故・田中佐知（1944年４月11日―2004年２月４日）（本名・保子）59歳10か月で永眠。東京都出身　明治大学　文学部　英文科卒　三菱商事勤務。退職後、創作活動。
詩人・エッセイスト・詩誌　｢ハリー｣　同人。「ラメール」会員　60歳で没。
著書・代表作『砂の記憶』『詩人の言魂』『樹詩林』思潮社『田中佐知・絵本詩集』朱鳥社
全集『田中佐知全作品集』現代詩文庫・田中佐知詩集『愛の讃歌』思潮社２０２５　予定
『二十一世紀の私』書肆山田　　絵本詩集『木とわたし』朱鳥社
韓国版『砂の記憶』『見つめることは愛』バベルコリア　俳優座自作詩CD。
母の小説「佐渡金山を彩った人々」「冬吠え」をFM放送で2年間全編朗読。
砂の記憶　「詩碑」大國魂神社建立
その他マスコミ各社多数に紹介される。